# Произведения Коста Хетагурова в музыкальном искусстве
Коста Леванович Хетагуров (осет. Хетӕгкаты Леуаны фырт Къоста; 3 [15] октября 1859, Нар — 19 марта [1 апреля] 1906, Георгиевско-Осетинское) — осетинский поэт, драматург, публицист, этнограф, живописец, общественный деятель. Основоположник осетинской литературы.
Личность и творчество К. Л. Хетагурова оказали огромное влияние на развитие осетинского музыкального искусства, определили художественную специфику, музыкальную семантику направления развития народной музыки и профессиональной вокально-хоровой, сценической и симфонической музыки композиторов Осетии. Под воздействием художественного наследия поэта формировались эстетические взгляды, складывалась поэтика и образы произведений осетинского музыкального искусства. Воздействие творчества К. Л. Хетагурова на национальную музыкальную культуру происходило по нескольким основным направлениям: произведения Коста стали неотъемлемой частью народного музыкального творчества, стали источником вдохновения профессиональных композиторов, кроме того, образ Коста Хетагурова — важнейшая для осетинской музыки тема поэта и нации, художника и его предназначения (см. в статье Память о Коста Хетагурове).

## Произведения Коста в народном музыкальном творчестве
Поэтическое творчество Коста оказалось источником народного музыкального творчества. Многие стихи из его поэтического сборника «Осетинская лира», ставшего первым классическим произведением осетинской литературы, ещё до его выхода в свет ходили в списках, передавались из уст в уста, пелись как песни в осетинских аулах, селениях, Владикавказе. Осетинский поэт Грис Плиев вспоминал: «Первая услышанная мною песня была „Колыбельная“ Коста, которую распевала моя неграмотная мать над моей детской кроватью».
Одним из первых «авторов-певцов» был сам поэт, обладавший хорошим голосом с красивым тембром, любивший петь, играть на рояле. Сохранились свидетельство того, как сам Коста спел «Додой» («Горе») на празднике в доме Василия Хетагурова. Старшие попросили Коста прочитать новое написанное им стихотворение, Коста согласился, но не прочитал, а спел знаменитое свое стихотворение. «Коста пел, а люди вокруг него плакали: плакали старики, плакала молодежь, в соседней комнате плакали женщины…»..

### В осетинской крестьянской среде
Песни на стихи Коста пели в каждом селении, в каждом доме осетина. В осетинской народной крестьянской среде рождались песни на стихи Коста, созданные по традиционным музыкально-стилистическим и ритмоинтонационным моделям, такие как, напримет «Æфсати» или «Æнæ хай», в основу которой легла мелодия «Ботасы зарæг». В народе пелись «Додой» и «Мать сирот», и другие произведения, такие, как «Солдат», «Зонын», «Фандараст», «Харзбон», «Фесаф», «Чи да?».
Национальный характер мелодии в той или иной степени определяется тем, что ее метро — ритмическая структура тесно связана с интонационной природой народной речи. В песнях на стихи Коста используются ярко выраженные национально-специфические ритмические формулы музыки осетинского народа. Широкое распространение получили две песенные версии «Хъуыбады»- сопровождающая танцевальное исполнение хонга-кафт и сольно- хоровая с инструментальным сопровождением.

### В городской среде
Песни на стихи К. Хетагурова исполнялись ученическими хорами Владикавказской гимназии, Ардонской духовной семинарии, участниками заседаний любительских театральных кружков, этнографических и культурно-просветительских обществ, певцами-солистами, записывались на грампластинки . Наряду с чисто осетинскими, рождающимися в народной крестьянской среде, в городской среде, появлялись городские песни-переложения.
Стихотворения К. Хетагурова пелись на мотивы распространённых в те годы романсов, песен или церковных напевов. «Авторами» вокальных переложений стихов «Додой» («Горе»), «Сидзæргæс» («Мать сирот»), «Салдат» («Солдат»), «Балцы зарæг» («Походная песня») и других были представители национальной интеллигенции которые нередко перекладывали тексты Коста на мелодии русских, украинских песен, популярных бытовых романсов. Основа и построение песен были овеяны духом русской и европейской музыки. Таким образом, зародился еще один жанр песни городское народное песенное творчество .
Анализируя основу песен на стихи Коста, Б. Галаев говорит о языке мелодии, которая перекликается с народными истоками песенного творчества других народов. Например, мелодия «Походной» отчасти перекликается с мелодией русской народной песни «Ехал на ярмарку ухарь-купец». В основе песни «Сидзаргас» лежит европейская мелодия, песня «Сердце бедняка» похожа на казацкую мелодию, а «А-ло-лай» напоминает греческое церковное песнопение. Известный композитор и собиратель песен Ефим Колесников обработал и записал песни: «О если бы», «Песня бедняка» на стихи К.Хетагурова. Дружба оперного певца В.Аликова с Коста явилась источником создания многих песен на стихи К.Хетагурова: «Кубады», «Тревога», «Додой», «Раздумье».

## Произведения Коста в профессиональном музыкальном искусстве
Позднее стихи-песни К. Л. Хетагурова же вторично вошли в осетинский культурно-музыкальный тезаурус, но уже в виде камерно-вокальной и хоровой музыки, прочно сохраняющей свою связь с народной традицией В 20-30 х годах XX века распеваемые народом стихи были аранжированы композиторами А. Аликовым, А. С. Тотиевым, Б. А. Галаевым, Е. А. Колесниковым для хора, для голоса и фортепиано, став первыми осетинскими песнями и хорами.
Период конца 30х — начала 50х годов XX века, ставший продуктивным этапом становления осетинского романса, по-прежнему отмечен пристальным вниманием музыкантов к поэзии К. Хетагурова. Наравне с непритязательными песенными и напевно-танцевальными романсами, появляются сложные лирико-философские, лирико-психологические и драматические романсы, хоры А. Кусовой, З. З. Гаглоева, Т. Я. Кокойти, хора Ф. Хуцистовой, А. Т. Кокойти, Е. А. Колесникова, Б. Галаева. Стремление авторов к тонкому отражению поэтического текста воплотилось в характере мелодики, преимущественно строфической или трехчастной форме, имеющей принцип сквозного развития, национально колорированную интонационность, гармонию, фактуру. Последующие поколения композиторов (А. Т. Ачеев, Л. Х. Канукова, З. С. Хабалова, Л. Ефимцова, Т. Т. Хосроева, Б. Кокаева, Т. С. Хосроева) находили в поэтическом творчестве Коста новые темы и образы, расширив жанровые границы вокальной и хоровой музыки.
Произведения К. Л. Хетагурова стали источником вдохновения для создателей музыкального театра Осетии. Поэма К. Л. Хетагурова стала основой либретто при создании оперы «Фатима» Х. Плиева (1975), оперы «Фатима» З. Хабаловой (1974), балета «Фатима» Ж. Плиевой. Поэма «Хетаг» легла в основу либретто балета «Хетаг», Д.Хаханова (1963).
Стихи К. Хетагурова легли в основу кантаты для смешанного хора, солистов, симфонического оркестра Дзерассы Дзлиевой (2005), посвященной жертвам бесланской трагедии.

### Период конца 30х — начала 50х годов XX века
- «Хъуыбады» А. Аликова, «Зонын» («Знаю») А. Тотиева,
- хоры «Фсати» Е. Колесникова, «Додой» Б. Галаева
- «Весна» Р. Газданова, «Ласточка» Т. Кокойти, «Птичка и дети» Б.Галаева,
- «Балцы зараег» Т. Кокойти, «Знаю» Р. Газданова, «Песня бедняка» А. Тотиева
- «Завещание» А. Кусовой, «Дума жениха» З. Гаглоева, «Сердце бедняка»,
- «Без доли» Т. Кокойти, «Я смерти не боюсь» Ф. Хуцистовой,
- «Горе» А. Кокойти, «АЕй, джиди!» Е. Колесникова,
- Трагический хор «Ингаены уаелхъус» Б. Галаева

- «Цъиу аемае сываеллаеттае» для хора А. Ачеева
- баллада «В бурю» для меццо-сопрано и фортепиано Л. Кануковой,
- романс-ария «Амонд» З. Хабаловой
- цикл «Письма к возлюбленной» для голоса и фортепиано Л. Ефимцовой),
- «Исповедь», «Горянка» для хора a cappella Т. Т. Хосроева
- гимны «Балцы зараег» Б. Кокаева, З. Хабаловой, Т. С. Хосроева.

### Вокально-хоровые произведения 1960-80х годов
- «Джук-тур» Габараева,
- «Утес» для хора a cappella Р. Цорионти,
- «Ароматная ночь» для женского хора, флейты, фортепиано и струнного квартета Н. Кабоева,
- «Ароматная ночь» для хора a cappella А. Ачеева
- «Школьник», «Кому что» Т. С. Хосроева, «Шалун» Р. Цорионти,
- «Одиннадцать песен на стихи К. Хетагурова» З. Хабаловой,
- хоры «Киска», «Школьник» Л. Кануковой, исполняемые а капелла.
- миниатюра для смешанного хора a cappella «Хаедзаронта» Р. Цорионти
- кантата для смешанного хора, солистов, симфонического оркестра стихи К. Хетагурова Дзерассы Дзлиевой (2005).

### Музыкальный театр
- Д. Хаханов, балет «Хетаг», в 2 действиях, на либретто А. Хадарцевой по одноимённой поэме К. Л. Хетагурова, 1971
- З. Хабалова опера «Фатима», в трёх актах, на либретто Аслана Хабалова по одноимённой поэме К. Л. Хетагурова, 1974
- Х. Плиев, опера «Фатима», по одноимённой поэме К. Л. Хетагурова, 1975
- Ж. Плиева, балет «Фатима», по одноимённой поэме К. Л. Хетагурова.